# Pyeonghwa Motors
Pyeonghwa Motors (Hangul: 평화자동차) (Hancha: 平和自動車), (palabra coreana para referirse a la “paz,” también escrito Pyonghwa), es uno de los dos fabricantes y distribuidores de automóviles de Corea del Norte.

## Localización y producción
Tiene su fábrica en la ciudad de Namp'o, la cual comparte con Pyonghwa Motors de Seúl (Corea del Sur), una compañía de la Iglesia de la Unificación Sun Myung Moon y la empresa norcoreana Ryonbong General Corp. Produce pequeños automóviles bajo licencia de Fiat y Brilliance China Auto, pickups completas utilizando autopartes del fabricante chino Dandong Shuguang y diseños de coches de lujo Mercedes-Benz/SsangYong.
Pyeonghwa tiene los derechos exclusivos para la producción de automóviles, compra y venta de coches usados en Corea del Norte. Sin embargo, la mayoría de los norcoreanos no puede acceder a un coche. Debido al pequeño mercado de automóviles en el país, la producción de Pyeonghwa es muy baja. En 2003, se produjeron sólo 314 coches a pesar de que la fábrica tenía instalaciones para producir hasta 10.000 coches al año.

## Modelos
- Hwiparam I (2000), basado en el Fiat Siena
- Hwiparam II (2007), basado en el Brilliance Junjie
- Hwiparam III (2010), basado en el Brilliance FSV
- Junma (2006), modelo de lujo basado en el Ssangyong Chairman
- Ppeokkugi I (2003), basado en el Fiat Doblò
- Ppeokkugi II (2004), basado en el Shuguang SUV 4x2
- Ppeokkugi III (2004), basado en el Shuguang Huanghai
- Ppeokkugi IIII (2005), basado en el Shuguang Dawn
- Samcheonri (2006), furgón basado en el Jinbei Haise
- Zunma (2008), basado en el Volkswagen Passat CC